# Восход (хлебообъединение)
Хлебообъединение «Восход» — предприятие, расположенное в Ленинском районе Новосибирска. Основано в 1929 году. Производит хлебобулочные и кондитерские изделия.

## История
Предприятие было основано в 1929 году и первоначально располагалось в неприспособленных для работы помещениях.
С 1948 по 1952 год в эксплуатацию были сданы булочный, хлебный и бараночный цеха.
В 1970—1980 годы комбинат неоднократно занимал призовые места в состязаниях областных хлебопекарных предприятий и предприятий Министерства, награждался премиями и почётными грамотами.

## Продукция
Хлебопекарное объединение выпускает хлебобулочные и кондитерские изделия: хлеб, сдобу, кексы и т. д.

## Руководители
- М. В. Муравьёв (1957—1961)
- М. А. Бруснецов (1961—1967)
- В. А. Сидорова (1967—1983)
- Ф. И. Кривошеев (1983—1996)
- В. П. Гаврюк (1983—1990)
- А. В. Шаповалов (1990—1991)
- Г. И. Керного (1996—?)[1]
- С. А. Стельмах